# Caballucos del Diablu
Los Caballucos del Diablu son seres mitológicos de Cantabria que aparecen en la noche de San Juan volando entre llamas, humo y emanaciones de azufre y atronando en el silencio de la noche con bramidos infernales producto de la furia liberada tras todo un año de continencia.

## Leyenda
Según la tradición popular de Cantabria, los Caballucos del Diablu son siete seres con apariencia de grandes libélulas. Tienen alas largas y transparentes, y sobrevuelan los cielos durante la noche. Cada uno presenta un color distinto: rojo, blanco, azul, negro, amarillo, verde y naranja.
Siempre vuelan juntos. El primero es el caballo rojo, el más grande y robusto. Tiene aspecto de percherón y actúa como líder. Dirige a los demás en su búsqueda. Algunos relatos afirman que el mismo demonio monta este caballo, mientras que los otros van cabalgados por demonios menores.

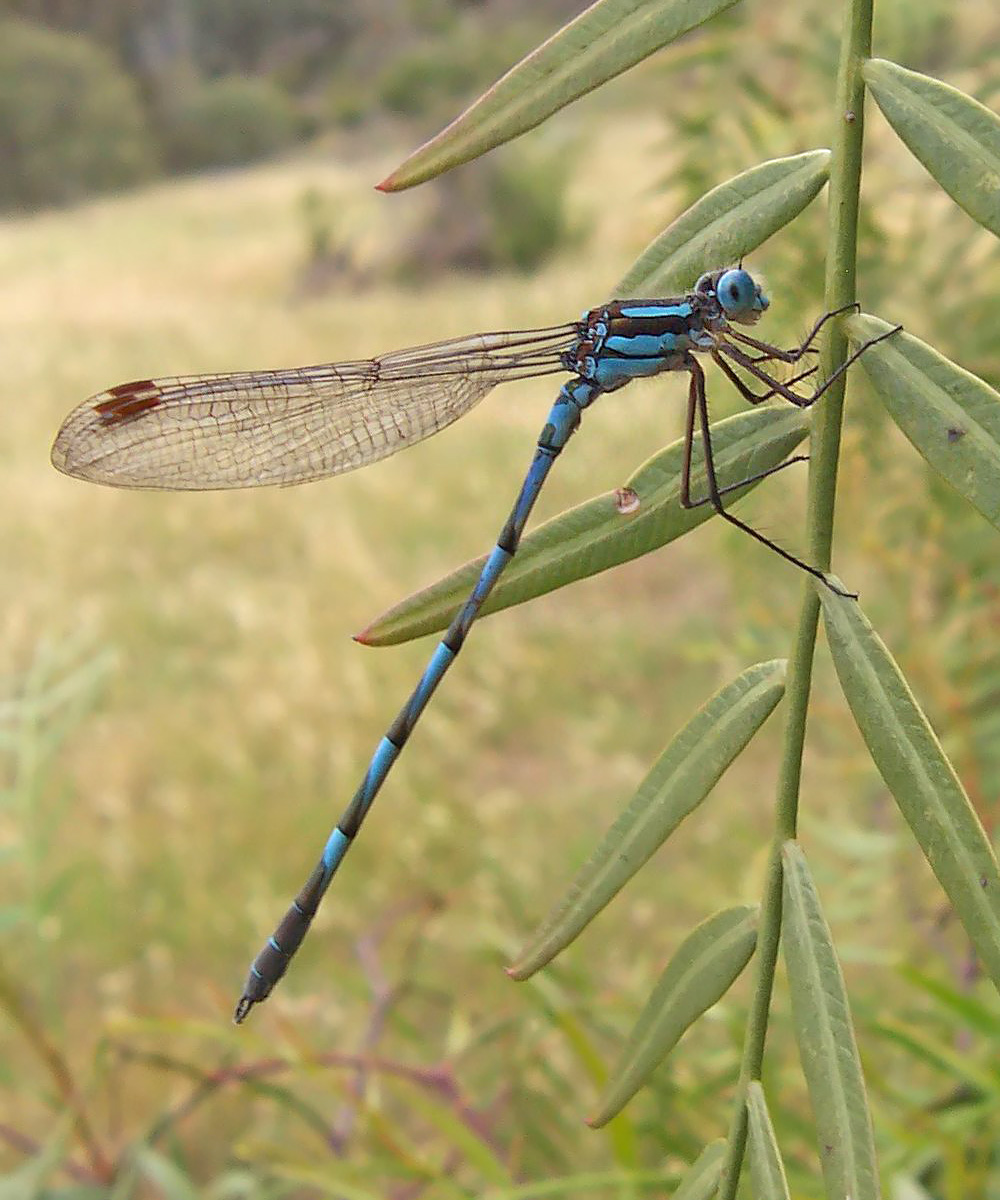
Libélula del orden Zygoptera a la que se asocia con los Caballucos del Diablu.

Estos seres son temidos en la región. Se dice que pisan y queman las mieses, dejando señales visibles en los caminos por donde pasan. Las piedras que tocan sus pezuñas parecen recién labradas. Su aliento es frío y fuerte, comparable al cierzo invernal. Sus ojos brillan como brasas encendidas.
El mito afirma que los caballucos son almas condenadas de antiguos pecadores. Están obligados a vagar eternamente por Cantabria. Cada caballo representa a un hombre que cometió un pecado grave:
- El caballo rojo fue un usurero que engañaba a los campesinos para embargar sus bienes.
- El blanco, un molinero que robaba parte del grano.
- El negro, un ermitaño que manipulaba a la gente.
- El amarillo, un juez corrupto.
- El azul, un tabernero.
- El verde, un terrateniente que deshonró a muchas jóvenes.
- El naranja, un hijo que maltrataba a sus padres.

Durante la mañana de San Juan, es costumbre buscar la flor del agua y el trébol de cuatro hojas que brotan esa noche. Sin embargo, los caballucos destruyen estas plantas durante la madrugada para impedir que los jóvenes las encuentren. Si alguien logra hallar la flor del agua, alcanzará el amor y la felicidad. Quien encuentre un trébol de cuatro hojas obtendrá cuatro dones:
- Vivir cien años.
- No sufrir dolores.
- No pasar hambre.

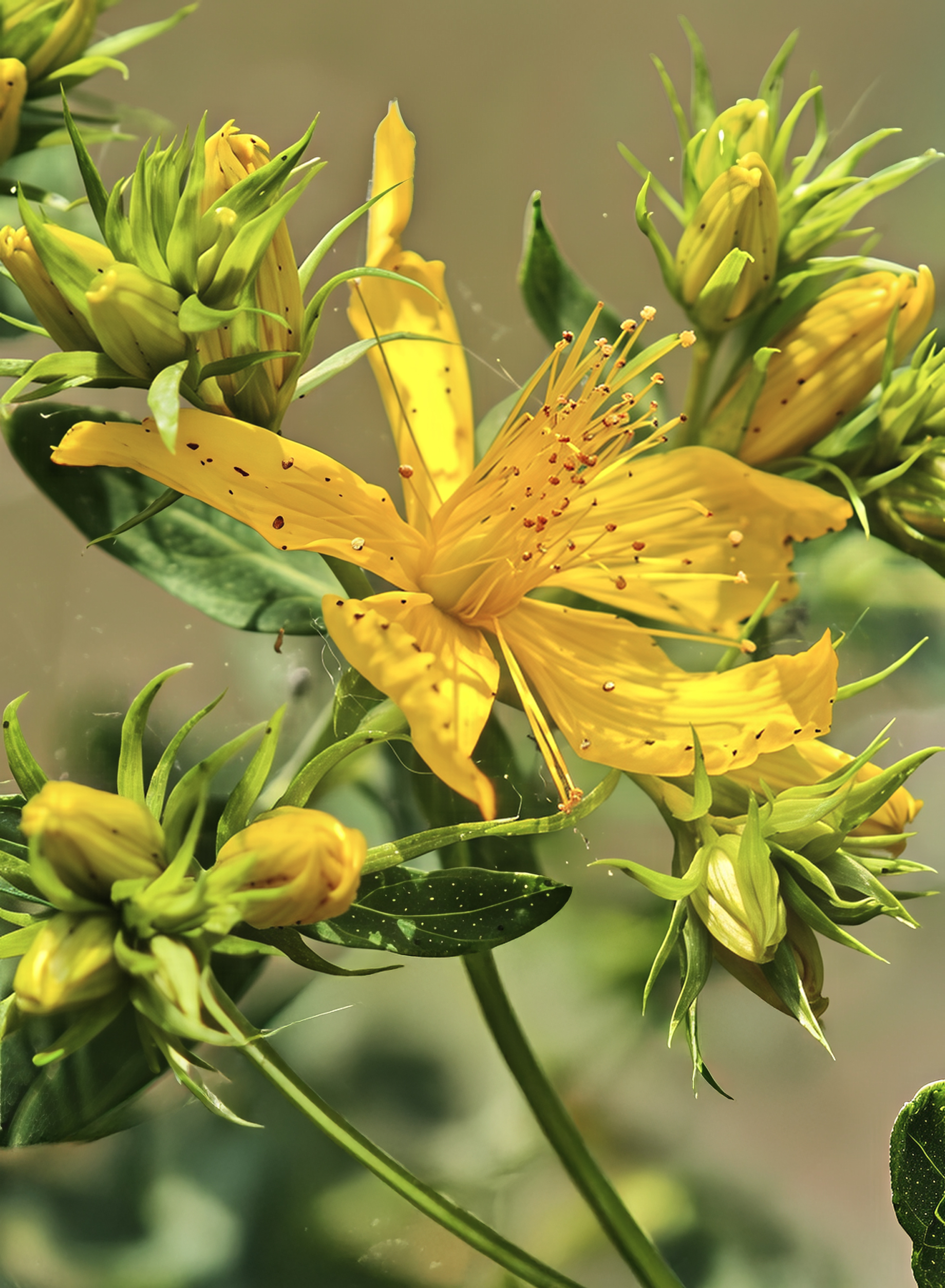
Hypericum perforatum, conocida como yerbuca de San Juan.

- Mantener la serenidad ante la adversidad.

Las hogueras de San Juan en Cantabria mantienen su función ritual de purificación. Sin embargo, si los caballucos vuelan sobre ellas, se interpreta como un presagio de desgracia. Ni siquiera las Anjanas tienen poder para detenerlos. Para protegerse, se recomienda trazar siete cruces en el aire. Otra protección consiste en llevar una rama de verbena o hierba de San Juan, recogida al amanecer del 24 de junio del año anterior.
Tras una noche de actividad incesante, los caballucos desaparecen al amanecer. Se retiran a cuevas cubiertas de coágulos de sangre. Durante su retirada, sueltan una baba que se solidifica en forma de barras de oro. Se dice que quien las recoge obtiene grandes riquezas, pero al morir su alma se condena al infierno. A pesar de la advertencia, muchos ambiciosos las buscan con faroles antes del amanecer.
Mientras tanto, los mozos y mozas recorren los prados cantando: